# Автошлях Т 0429
Автошля́х Т 0429 — автомобільний шлях територіального значення у Дніпропетровській області. Пролягає територією Верхньодніпровського та Криничанського районів через Верхньодніпровськ (станція) (Новомиколаївка) — Верхівцеве — Божедарівка. Загальна довжина — 33,6 км.

## Маршрут
Автошлях проходить через такі населені пункти:
| Автошлях Т 0429                              |                    |
| Дніпропетровська область                     |                    |
| Верхньодніпровський район                    |                    |
| Верхньодніпровськ (станція) (Новомиколаївка) | Н08                |
| Верхівцеве                                   |                    |
| Криничанський район                          |                    |
| Теплівка                                     |                    |
| Саксаганське                                 |                    |
| Божедарівка                                  | E50М30Т 0432Т 0433 |